# NGC 3136A
NGC 3136A (другие обозначения — ESO 92-7, FGCE 794, AM 1002-671, PGC 29160) — галактика в созвездии Киль.
Этот объект не входит в число перечисленных в оригинальной редакции «Нового общего каталога» и был добавлен позднее.